# Neomochtherus hermonensis
Neomochtherus hermonensis är en tvåvingeart som beskrevs av Oskar Theodor 1980. Neomochtherus hermonensis ingår i släktet Neomochtherus och familjen rovflugor.
Artens utbredningsområde är Israel. Inga underarter finns listade i Catalogue of Life.